# Periclimenes amethysteus
Periclimenes amethysteus (gebande partnergarnaal) is een garnalensoort uit de familie van de steurgarnalen (Palaemonidae). De wetenschappelijke naam van de soort is voor het eerst geldig gepubliceerd in 1827 door Antoine Risso. Deze garnaal komt alleen voor in de Adriatische en Egeïsche Zee en in de westelijke Middellandse Zee.